# Tweede Kamerverkiezingen 1994/Kandidatenlijst/GroenLinks
De kandidatenlijst voor de Tweede Kamerverkiezingen 1994 van GroenLinks werd vastgesteld op het partijcongres van 5 februari 1994 in Arnhem. De partij haalde vijf zetels.

## Lijsttrekkerschap
In 1993 maakte Ria Beckers, de fractievoorzitter van GroenLinks in de Tweede Kamer, bekend dat zij de politiek zou verlaten. Er werd een referendum uitgeschreven voor het lijsttrekkerschap van GroenLinks. Hieraan deden negen mensen mee: twee duo's (zittende Kamerleden Paul Rosenmöller en Leoni Sipkes en het zittende Kamerlid Ina Brouwer en Mohammed Rabbae), Eerste Kamerlid Wim de Boer, raadsleden Ineke van Gent en Herman Meijer, en GroenLinks-leden Agnes Koelemij en Marianne van der Zeeuw. Het duo Brouwer/Rabbae won, zij kregen daarmee de eerste twee plekken op de GroenLinks-lijst. Zij gingen de verkiezingen in als duo-lijsttrekkers. Op plek drie en vier kwam het verliezende koppel Rosenmöller/Sipkes. Vier andere kandidaten van het referendum kwam ook op de lijst terecht: Van Gent en Meijer op plek 8 en 9. Koelemij en Van der Zeeuw werden lijstduwer voor GroenLinks in verschillende regio's. Alleen De Boer, die derde was geworden in het referendum, stelde zich geen kandidaat voor de lijst.
Op vijf kwam de partijvoorzitter Marijke Vos. Zij werd als partijvoorzitter opgevolgd door Marjan Lucas (die op plek 15 van de kandidatenlijst was gezet). Lucas overigens zou na een jaar al aftreden als partijvoorzitter en werd opgevolgd door Ab Harrewijn (die op plek 10 van de lijst was gezet), nadat hij 1998 Kamerlid werd werd hij als partijvoorzitter opgevolgd door Ina Brouwer (de lijsttrekker van GroenLinks uit 1994). Ook Herman Meijer zou deze positie bekleden (nummer 9 in 1994 en tussen 2003 en 2006 partijvoorzitter).

## Verdeling over oorspronkelijke partijen
GroenLinks was in 1989 gevormd uit vier verschillende partijen: de Communistische Partij Nederland (CPN), de Pacifistisch Socialistische Partij (PSP), Politieke Partij Radikalen (PPR) en de Evangelische Volkspartij (EVP). Bij de door het congres vastgestelde eerste twintig kandidaten waren deze ideologische 'bloedgroepen' onevenwichtig vertegenwoordigd. Vanuit de CPN waren vijf kandidaten voortgekomen: de voorgenoemde Brouwer, Meijer, Harrewijn, Lucas en het Amsterdamse raadslid Tara Singh Varma. Vanuit de PSP waren er ook vijf kandidaten: de voorgenoemde Sipkes en Van Gent, maar ook zittend Kamerlid Wilbert Willems, onderzoeker Jan Willem Duyvendak en Haags raadslid Jeannine Molier. Vanuit de PPR, in 1989 nog de grootste van de vier partijen, stonden slechts zittend Kamerlid Bram van Ojik en Kees Diepeveen op de lijst. Beide kandidaten zouden niet verkozen worden. Vanuit de EVP was er maar één kandidaat (Cor Ofman, die op plek 20 stond). Naast deze uit partijen voortgekomen kandidaten waren er kandidaten die direct lid waren geworden van GroenLinks en niet via een van haar voorgangers. Hieronder waren de voorgenoemde Rabbae en Rosenmöller, LSVb-voorzitter Simone van Geest, Piet de Visser, een PvdA-Kamerlid die die partij had verlaten uit protest tegen de bezuinigingen op de sociale zekerheid, en Nederlands-Palestijns journalist Radi Suudi.
Behalve de twintig door het congres vastgestelde kandidaten mocht in iedere kieskring maximaal tien lijstduwers benoemd worden door de provinciale of gemeentelijke GroenLinks-afdeling. In iedere kieskring was choreograaf Rudi Dantzig lijstduwer. Hij was dat in 1989 ook geweest. Van der Zeeuw en Koelemij die het referendum hadden verloren waren in een aantal kieskringen lijstduwer.

## Uitslag
GroenLinks haalde bij deze verkiezingen vijf zetels. Dat was minder dan verwacht. Lijsttrekker Brouwer nam haar zetel als Kamerlid niet in. Rabbae, Rosenmöller, Sipkes, Vos en Singh Varma werden verkozen. Van de zeskoppige Kamerfractie van voor de verkiezingen, gingen er dus maar twee door. Rosenmöller werd verkozen tot fractievoorzitter.
Voor de verkiezingen van 1998 stelden zittende Kamerleden Rabbae, Rosenmöller, Vos en Singh Varma zich wederom succesvol verkiesbaar. Ook Van Gent en Harrewijn werden bij deze verkiezingen gekozen, evenals Hugo van der Steenhoven, in 1994 regionaal lijstduwer.
Een aantal andere lijstduwers uit 1994 zouden later in de politiek doorgroeien: in 1999 werden Theo Bouwman en Erik Meijer Europarlementariër, waarvan Meijer voor de SP. Ook de latere GroenLinks-burgemeesters Amy Koopmanschap, Kees Luesink, Maria Wiebosch en Saskia Bolten stonden in 1994 op de lijst als lijstduwers in een kieskring, evenals Karin Dekker, Roel van Gurp en Tof Thissen, die wethouder zouden worden. Marcel Vissers zou in 1999 het eerste GroenLinks-lid van Gedeputeerde Staten worden.

## De lijst
- vet: verkozen
- schuin: voorkeurdrempel overschreden

1. Ina Brouwer[1] (CPN) - 191.197 stemmen
2. Mohamed Rabbae (onafhankelijke) - 30.157
3. Paul Rosenmöller (onafhankelijke) - 20.715
4. Leoni Sipkes-van Zijl (PSP) - 6.268
5. Marijke Vos (onafhankelijke) - 7.815
6. Tara Oedayraj Singh Varma[1] (CPN) - 11.449
7. Bram van Ojik (PPR) - 1.141
8. Ineke van Gent (PSP) - 3.691
9. Herman Meijer (CPN) - 1.081
10. Ab Harrewijn (CPN) - 1.655
11. Simone van Geest (onafhankelijke) - 6.029
12. Wilbert Willems (PSP) - 1.058
13. Piet de Visser (ex-PvdA) - 6.200
14. Jan Willem Duijvendak (PSP) - 590
15. Marjan Lucas (CPN) - 1.414
16. Jeannine Molier (PSP) - 707
17. Kees Diepeveen (PPR) - 230
18. Herman Hofmeijer - 435
19. Radi Suudi (onafhankelijke) - 393
20. Cor Ofman (EVP) - 283
21. * (regionale lijstduwers)
22. * (regionale lijstduwers)
23. * (regionale lijstduwers)
24. * (regionale lijstduwers)
25. * (regionale lijstduwers)
26. * (regionale lijstduwers)
27. * (regionale lijstduwers)
28. * (regionale lijstduwers)
29. * (regionale lijstduwers)
30. Rudi Dantzig - 2.722

## Regionale lijstduwers
In de negentien kieskringen waren drie tot negen plaatsen op de lijst gevuld met regionaal bekende lijstduwers.

### Groningen
1. Karin Dekker - 197
2. Klaas Wybo van der Hoek - 41
3. Roel Zuidema - 34
4. Aletta van der Stap - 46
5. Cor Drost - 141
6. Hans Boer - 40
7. Roelie Dorenbos - 47
8. Kees Kersaan - 32
9. Ronald Paping - 54

### Leeuwarden
1. Pyt Jon Sikkema - 546
2. Joop Hakze - 246
3. Roelie Braaksma-Bruinsma - 341

### Assen
1. Atie Kottnerus-Kuis - 71
2. Lukas Koops - 44
3. Willemien Dirks - 65
4. Fer Harleman - 105
5. Ruth Post-Hooykaas - 15
6. Klaas Blanksma - 35
7. Dieneke Zwiers - 21
8. Henk Dijkstra - 22
9. Gabriëlle van Dinteren - 41

### Zwolle
1. Adri Wever - 101[2]
2. Marianne Spierings - 122[3]
3. Henk Koster - 90
4. Cécile Morselt-de Ruijter - 90
5. Albert Storm - 40
6. Loek van Voorst - 53
7. Marinus Trommel - 72
8. Folkert Jellesma - 114
9. Thom Oorthuis - 64

### Lelystad
1. Judo Bakker - 38
2. Frank Hoogenboom - 12
3. Theo Kuipers - 7
4. Coen Goedkoop - 11
5. Hans Biewinga-Dagnelie - 18
6. Jan Lensen - 16
7. Theo Verlaan - 16
8. Piet van IJzendoorn - 35
9. Jan van der Pijll - 83

### Nijmegen
1. Inge van den Broek - 18
2. Toon van Dijk - 81
3. Ciska Wobma - 9
4. Cees van der Zouwen - 2
5. Jelle de Gruyter - 4
6. Johan Janssen - 5
7. René Scherrenburg - 2
8. Jan Wijnia - 99
9. Dirk van Uitert - 3[4]

### Arnhem
1. Nesrin Cingöz - 340
2. Jelis van Leeuwen - 59
3. Kees Luesink - 96
4. Kees Posthumus - 108
5. Peter Breedveld - 50
6. Cox Merkelijn - 136
7. Pieter van Vemde - 113
8. Joop Wikkerink - 68
9. Dirk van Uitert - 41[4]

### Utrecht
1. Helma Heijerman-Ton - 56
2. Hamza Zeid Kailani - 86[5]
3. Jeanne van den Heuvel - 205
4. Hugo van der Steenhoven - 89
5. Miep de Jong-de Groot - 67
6. Meindert van der Werff - 35
7. Anita Keuning-de Jong - 41
8. Jan Glissenaar - 54
9. Hanneke ten Boske - 105

### Amsterdam
1. Saar Boerlage - 227
2. Kees Hulsman - 44
3. Amy Koopmanschap - 76
4. Ruud Grondel - 22
5. Riekje de Haan - 120
6. Atnan Dalkiran - 150

### Haarlem
1. Hülya Elmas - 246
2. Hilbrand Korver - 28
3. Maria Wiebosch-Steeman - 55

### Den Helder
1. Liesbeth Wever - 253
2. Peter Bakker - 99
3. Karin de Vré-IJisberg - 47
4. Bert van den Berg - 82
5. Margreet Smit-van Gelder - 76
6. Kees Bozelie - 39
7. Cees van Lubek - 27

### Den Haag
1. Harrie Kampf - 14
2. Constance Bogers - 27
3. Chris Kwant - 22
4. Yasmina Haïfi - 152
5. Yusuf Kaynak - 108
6. Niek Roozenburg - 26
7. Mirjam de Vries - 24
8. Hans Visser - 17[6]
9. Erik Meijer - 9[7]

### Rotterdam
1. Bea Kruse - 98
2. Robbert van der Vos - 57
3. Hans Visser - 143[6]
4. Machteld Cairo - 249
5. Erik Meijer - 43[7]
6. Wijnand Sengers - 30
7. Crista Vonkeman - 74
8. Guido den Broeder - 28[8]
9. Gerrit van Tol - 22

### Dordrecht
1. Gerda Bosdriesz - 148
2. Marcel Vissers - 94
3. Bea Oomens - 92
4. Bart de Leede - 88
5. Marjan Blümer - 36
6. Jaap Schep - 15
7. Atie de Lange-Koster - 123
8. Bram Kruit - 19
9. Hans van 't Hof - 23

### Leiden
1. Edith van Middelkoop - 195
2. Frans Wulffers - 13
3. Marianne van der Zeeuw-Koppert - 67[9]
4. Hans de la Mar - 202
5. Ilona Sleutels-de Wit - 48[10]
6. Piet Lansbergen - 30
7. Ank de Groot-Slagter - 69
8. Arnold Abbema - 28
9. Norga Simons - 25

### Middelburg
1. André van Himme - 265
2. Agnes Koelemij - 4
3. Adri Wever - 1[2]
4. Hamza Zeid Kailani - 5[5]
5. Marianne Spierings - 6[3]
6. Erik Meijer - 3[7]
7. Ilona Sleutels-de Wit - 4[10]
8. Marianne van der Zeeuw-Koppert - 18[9]
9. Guido den Broeder - 1[8]

### Tilburg, Den Bosch
1. Saskia Bolten - 192
2. Roel van Gurp - 136
3. Nelleke van Wijk - 316
4. Jan Duffhauss - 115
5. Piet de Peuter - 121
6. Marianne Juffermans-Zandbergen - 118
7. Theo Bouwman - 253
8. Frans van Grunsven - 73
9. Julia Barten - 210

### Maastricht
1. Tof Thissen - 686
2. Helma Gubbels-Korver - 751
3. Hub Bemelmans - 689
4. Karien Kienhuis-Smits - 261
5. Peter Freij - 434
6. Willem Eijdems - 453
7. Jan Muijtjens - 840
8. Maya de Bruin-Reefman - 423
9. Léon Huybregts - 238

CDA · PvdA · VVD · D66 · GroenLinks · SGP · GPV · RPF · Centrumdemocraten · De Nieuwe Partij · PSP'92 · SP · SAP · Natuurwetpartij · PMR · Unie 55+ · SBP · AOV · CP'86 · Libertarische Partij · De Groenen · Vrije Indische Partij · NCPN · ADP · Solidair '93 · Patriottisch Democratisch Appèl